# Karl Streng
Karl Streng (ur. 17 marca 1918, zm. 12 listopada 1948 w Landsberg am Lech) – zbrodniarz nazistowski, członek załogi niemieckiego obozu koncentracyjnego Mauthausen-Gusen i SS-Oberscharführer.
Obywatel austriacki. Członek Waffen-SS. Pełnił służbę w obozie głównym Mauthausen, z małymi przerwami, od 15 kwietnia 1942 do 22 maja 1944. Od 22 maja 1944 do 5 maja 1945 był natomiast kierownikiem zarówno kuchni dla esesmanów, jak i dla więźniów w podobozie KL Mauthausen, Linz III. Streng dopuszczał się licznych aktów sadyzmu wobec więźniów. I tak przykładowo na początku 1943 zamordował rosyjskiego więźnia naciskając jego krtań o krawędź wiadra, a w marcu 1943 utopił więźnia narodowości holenderskiej, wsadzając jego głowę do wiadra z wodą. Wydarzenia te miały miejsce w obozie głównym Mauthausen. Z kolei w podobozie Linz III w listopadzie 1944 zakatował na śmierć węgierskiego więźnia dużą, aluminiową chochlą, pobił również kijem na śmierć więźnia narodowości polskiej oraz zastrzelił jeńca radzieckiego. Innych więźniów Streng bił na każdym kroku, niektórych przyprawiając o kalectwo. Więźniowie za wszelką cenę unikali z nim kontaktu, a czapki zdejmowali znajdując się nawet w odległości 50 metrów od Strenga, obawiając się pobicia za drobne przewinienie.
Po zakończeniu wojny Streng zasiadł na ławie oskarżonych w procesie załogi Mauthausen-Gusen (US vs. Hans Bergerhoff i inni), który toczył się przed amerykańskim Trybunałem Wojskowym w Dachau. 23 czerwca 1947 został on skazany na karę śmierci przez powieszenie. Wyrok wykonano w więzieniu Landsberg w listopadzie 1948.